# Köpings-Arboga kontrakt
Köpings-Arboga kontrakt var ett kontrakt i Västerås stift. Det ombildades/uppgick 1995 till/i Mälardalens kontrakt.

## Administrativ historik
Kontraktet bildades 1962 av Arboga kontrakt och delar av Köpings kontrakt.

## Ingående församlingar
Från Arboga kontrakt
- Arboga stadsförsamling
- Arboga landsförsamling
- Himmeta församling
- Medåkers församling
- Västra Skedvi församling
- Kung Karls församling
- Torpa församling
- Björskogs församling
- Kungs-Barkarö församling

Från Köpings kontrakt
- Köpings församling
- Kolsva församling

1975 tillfördes från Glanshammars kontrakt i Strängnäs stift
- Götlunda församling

## Kontraktsprostar
- Anders Wejryd 1985-1987